# Ivano-Frankivsk
Ivano-Frankivsk (în ucraineană Івано-Франківськ, în română Stanislău) este un oraș din Ucraina, capitala regiunii omonime.
Denumirea inițială a orașului a fost Stanislaopol (în poloneză Stanisławów, în ucraineană Станіслав sau Станіславів, în germană Stanislau), cu referire la nobilul polonez Stanisław Rewera Potocki, întemeietorul său. În română, orașul este menționat uneori drept Stanislavov.
În 1962, i-a fost atribuit numele scriitorului socialist și panslavist Ivan Franko.
Orașul se află pe calea ferată Liov-Cernăuți, dată în folosință în anul 1866 de compania feroviară austro-ungară "Liov-Cernăuți-Iași".
Din anul 1885 este centru episcopal al Bisericii Greco-Catolice Ucrainene. Jurisdicția canonică a Eparhiei de Stanislaopol (Eparchia Stanislaopolitanus) s-a întins, până la 1922, și asupra greco-catolicilor din Bucovina.

## Galerie de imagini

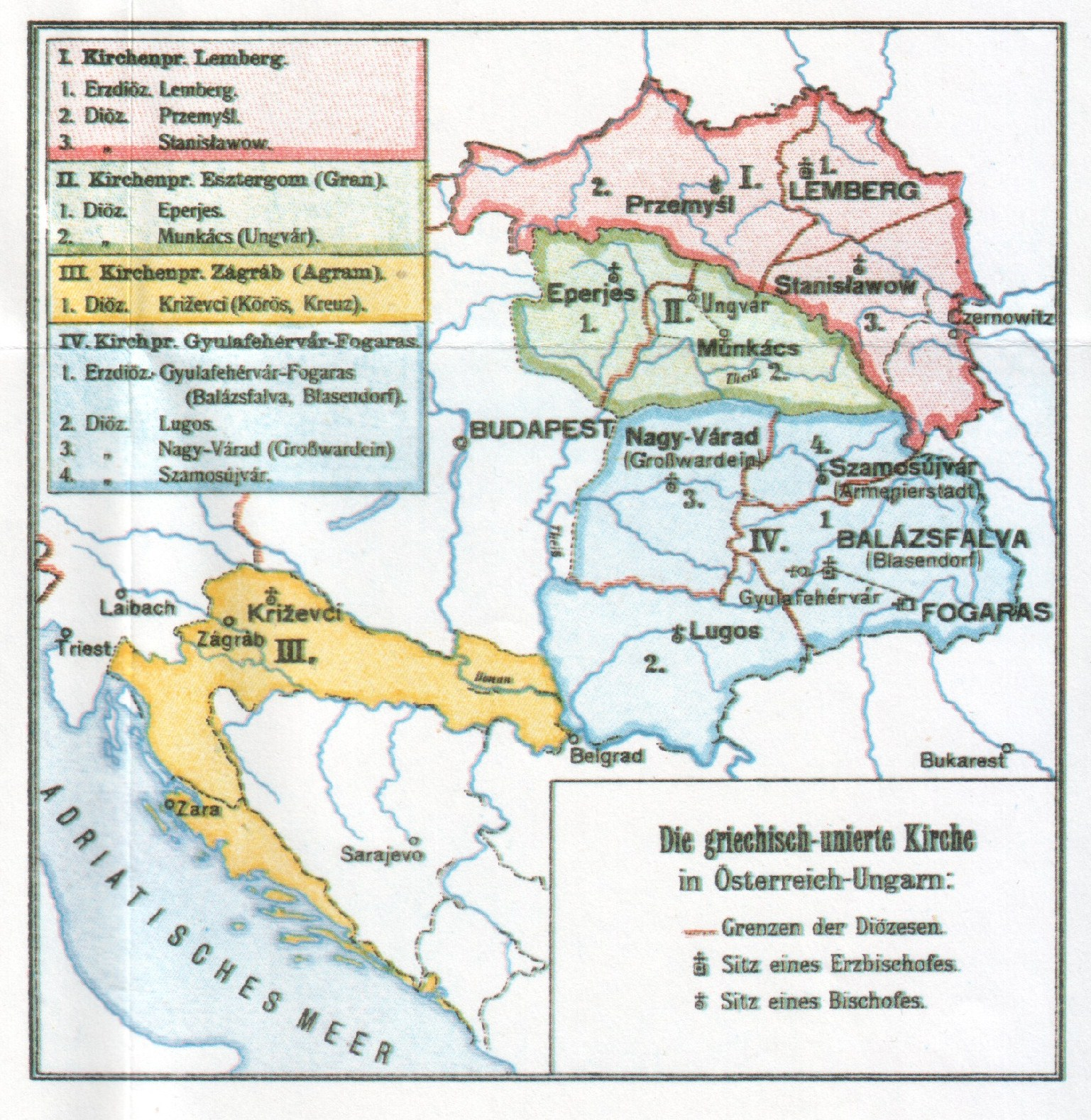
Episcopia de Stanislău în cadrul provinciei mitropolitane de Liov (roșu), 1909

## Demografie
Componența lingvistică a orașului Ivano-Frankivsk
     Ucraineană (92,19%)
     Rusă (6,79%)
     Alte limbi (0,23%)
Conform recensământului din 2001, majoritatea populației orașului Stanislău era vorbitoare de ucraineană (92,19%), existând în minoritate și vorbitori de rusă (6,79%).

## Personalități

### Personalități născute aici
- Svetlana Alexievici (n. 1948), scriitoare belarusă, laureată Nobel pentru Literatură;
- Iuri Andruhovîci (n. 1960), scriitor ucrainean;
- Menachem Avidom (1908 - 1995), compozitor evreu;
- Manfred Lachs (1914 - 1993), diplomat polonez;
- Daniel Auster (1893 - 1963), fost primar al Ierusalimului;
- Ana Casares (1930 - 2007), actriță polono-argentiniană;
- Arthur F. Burns (1904 - 1987), economist, politician americano-evreu;
- Feliks Falk (n. 1941), regizor, scenarist polonez;
- Albin Dunajewski (1817 - 1894), episcop al Cracoviei;
- Alfreda Markowska (n. 1926), poloneză de etnie rromă, care a salvat mai mulți copii de la Holocaust și Porajmos;
- Józef Potocki (1673 - 1751), nobil polonez;
- Max Schur (1897 - 1969), medic austriac;
- Anna Seniuk (n. 1942), actriță poloneză;
- Stanisław Sosabowski (1892 - 1967), general polonez;
- Miroslav Stupar (n. 1941), arbitru ucrainean de fotbal;
- Vasili Velicikovski (1903 - 1973), episcop catolic, persecutat de regimul comunist sovietic;
- Vasil Virastiuk (n. 1974), atlet de forță ucrainean.

### Alte personalități legate de localitate
- Tina Karol (n. 1985), cântăreață din Ucraina;
- Zbigniew Cybulski (1927 - 1967), actor polonez;
- Bolesław Wieniawa-Długoszowski (1881 - 1942), general polonez;
- Mihail Mihailovici Prusak (n. 1960), politician rus, fost membru al Sovietului Suprem și fost guvernator al Regiunii Novgorod;
- Taras Vozniak (n. 1957), jurnalist, expert în politologie.